# Acratocnus
Acratocnus és un gènere de peresosos terrestres extints que visqueren a Cuba, Haití, Puerto Rico i la República Dominicana durant el Plistocè i l'Holocè.
A diferència d'altres peresosos prehistòrics, com el gegantesc megateri, Acratocnus era un animal de la mateixa mida, o una mica més gros, que els peresosos actuals, però no es passava els dies a les branques dels arbres. Era un animal terrestre, possiblement semiarborícola.
La causa de la seva extinció és incerta. L'anomenada època glacial, la caça promoguda pels humans prehistòrics o la competició amb animals introduïts més tard al seu hàbitat (com rates o porcs) en són les causes més probables.